# Distretto di Bastar
Il distretto di Bastar è un distretto del Chhattisgarh, in India, di 1 302 253 abitanti. Il suo capoluogo è Jagdalpur.